# Alpheus diadema
Alpheus diadema is een garnalensoort uit de familie van de Alpheidae. De wetenschappelijke naam van de soort is voor het eerst geldig gepubliceerd in 1852 door Dana.